# Vincenzo Pace
Vincenzo Pace (Frascineto, 8 aprile 1828 – Castrovillari, 14 giugno 1901) è stato un politico italiano, senatore del Regno d'Italia dalla XVI legislatura e deputato alla Camera del Regno per sei legislature, dall'XI alla XV).

## Biografia
Fratello minore di Giuseppe, militare calabrese che combatté per Garibaldi e poi divenne deputato del Regno d'Italia, Vincenzo Pace si laureò in giurisprudenza e fu Comandante della Guardia nazionale nel 1861. 
Nel 1870 venne eletto per la prima volta alla Camera dei deputati del Regno d'Italia, confermando il proprio seggio per un totale di cinque legislature, restando in carica fino al 1886. Nel 1889 venne nominato Senatore del Regno d'Italia, carica che mantenne fino alla morte, sopraggiunta nel giugno 1901, all'età di 72 anni.